# Beatriz de la Cueva
Beatriz de la Cueva, nacida como Beatriz de Valencia de la Cueva y Benavides o bien Beatriz de la Cueva y Benavides (Úbeda, Reino de Jaén; 1490-Santiago de Guatemala, 11 de septiembre de 1541) fue una noble y gobernadora de Guatemala por dos días, a mediados del mes de septiembre de 1541, convirtiéndose en la primera mujer que ostentó un cargo tan alto en la América española, luego de enviudar del adelantado Pedro de Alvarado, antes de quedar el territorio subordinado al Virreinato de Nueva España desde el 17 de mayo de 1542, junto con las otras gobernaciones de Centroamérica las cuales en conjunto tomarían el nombre de Capitanía General de Guatemala.

## Biografía

### Origen familiar y primeros años
Nacida en Úbeda en 1490, Beatriz de la Cueva era hija de Luis I de la Cueva, II señor de Solera (Jaén), y de María Manrique de Benavides. Su abuelo paterno fue Juan II de la Cueva, I señor de Solera desde 1458, de la Torre de Garci Fernández y de Torreperogil, que casó con Leonor de San Martín y era el hermano mayor de Beltrán de la Cueva, I duque de Alburquerque, ambos hijos de Diego IV Fernández de la Cueva, I vizconde de Huelma. Juan de Benavides, II señor de Jabalquinto, Almanzora, Ventosilla y el Castillo de Estiviel, era su abuelo materno que se había casado con Beatriz de Valencia y Bracamonte, quien a su vez era hija de Diego de Valencia —mariscal de Castilla, asistente de la ciudad de Sevilla y nieto de Fernando Alfonso de Valencia, III señor de Valencia de Campos— y de Aldonza de Bracamonte y Mendoza.
Tuvo siete hermanos varones: el sucesor Juan III de la Cueva y Benavides, III señor de Solera y regidor de Úbeda que falleció durante la lucha contra las Germanías de Valencia;  Manuel, Diego, Beltrán de la Cueva —los tres murieron jóvenes luchando en Argel, Fuenterrabía e Italia, respectivamente—; Gabriel de la Cueva, I señor de Bedmar; Cristóbal; Alonso; y Francisco de la Cueva, fallecido en el asedio a dicha fortaleza.
Además tenía dos hermanas fallecidas de niñas, llamadas Mayor y María, y cuatro hermanas que llegaron a adultas: Leonor; Juana; Isabel y la mayor Francisca de la Cueva, la primera esposa del adelantado Pedro de Alvarado desde enero de 1528, ceremonia que se celebrara en Burgos, y que falleció a finales de año por un cuadro febril al desembarcar en Norteamérica. También era la sobrina segunda de Francisco Fernández de la Cueva y Mendoza, II duque de Alburquerque.

### Matrimonio y viaje a la América española
Beatriz de la Cueva, que era una hermosa mujer de bonitos y expresivos ojos, se unió en matrimonio en Úbeda, con su cuñado Pedro de Alvarado quien había sido convencido por Francisco de los Cobos, secretario de Estado del emperador Carlos V, y su esposa María de Mendoza para que se realizara, luego de solucionarle sus problemas legales, y posteriormente ambos viajaron a la América española.
Salieron de Europa comandando tres navíos, en los cuales llevaban un numeroso séquito de 250 hombres y 20 doncellas hidalgas para casarlas con los conquistadores de aquellas tierras y contribuir así a la nueva aristocracia colonial.
Una vez que cruzaron el océano Atlántico, hicieron escala en Santo Domingo, capital de la Capitanía General de La Española en la actual República Dominicana, de donde zarparon el 20 de marzo de 1539 para llegar el 2 de abril a Puerto Caballos.
Entraron a la ciudad de Gracias a Dios el 4 de agosto, en donde tres días antes a nombre de Alvarado el licenciado Cristóbal de Pedraza, I obispo de Honduras, convino en reconocer la alcaldía mayor de Chiapas al gobernador Francisco de Montejo, adelantado de Yucatán, a cambio de la litigada alcaldía mayor de Higueras u Honduras.

### Esposa del adelantado de Guatemala

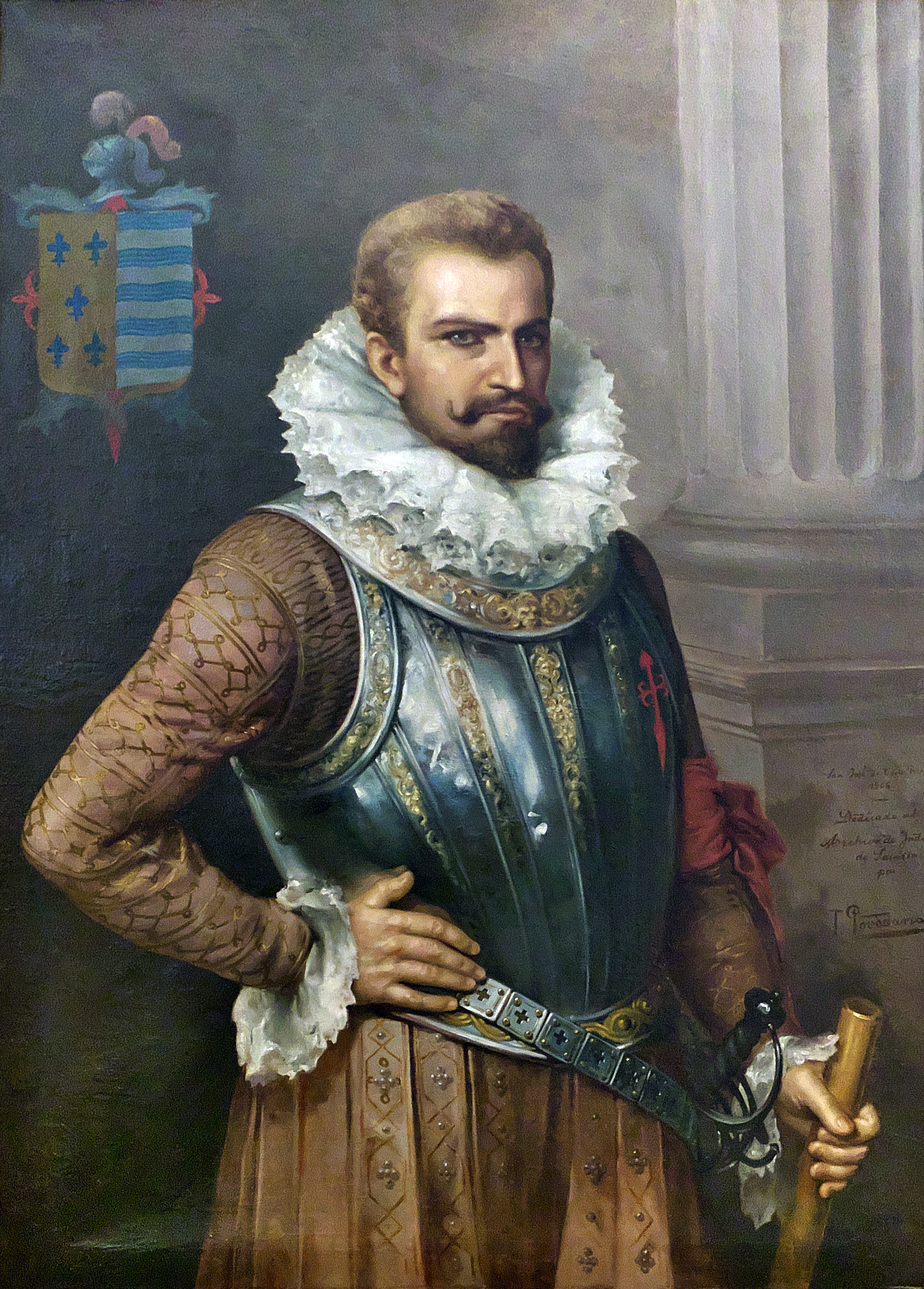
Retrato del adelantado Pedro de Alvarado con la cruz de la Orden de Santiago

Finalmente el 15 de septiembre de 1539 arribaron a la ciudad de Santiago de Guatemala, en su segundo asentamiento. En este viaje llevaron al continente americano varios pertrechos, de los cuales había 400 picas, 300 arcabuces, 200 ballestas, mucha artillería y ricas mercaderías por valor de 30 000 ducados.

Su primo segundo, el licenciado Francisco de la Cueva y Villacreces, los acompañaba en el viaje a las Indias. Era hijo de Juan de Villacreces y de la Cueva y de su esposa Teresa de Villavicencio y Zurita, nieto paterno de Leonor de la Cueva y de Mercado —hermana del ya nombrado duque Beltrán casada en Úbeda con Esteban Díaz de Villacreces, I alcaide de Jimena, Jerez de la Frontera, Burgos y Gibraltar, además de ser caballero 24 de Jerez y bisnieto del citado Diego IV Fernández de la Cueva, I vizconde de Huelma—.

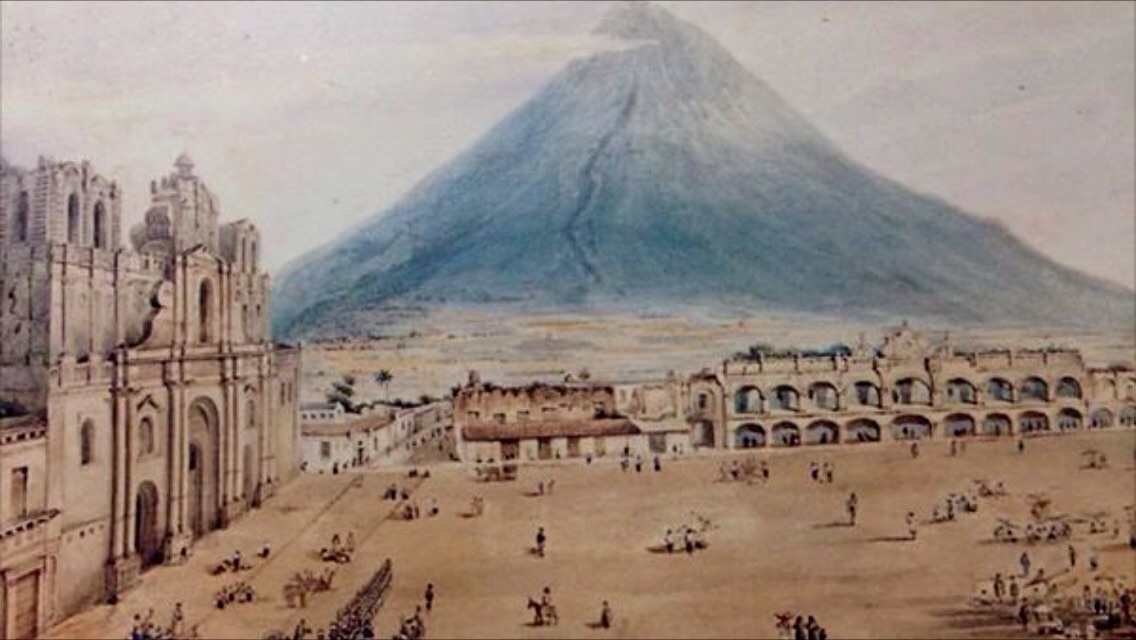
Plaza Central de la Antigua Guatemala y el volcán de Agua (en una pintura de 1827)

Francisco fue nombrado por el adelantado Pedro de Alvarado como su teniente de gobernador el 7 de noviembre del mismo año y cuando este partió al puerto de Acajutla, el 25 de mayo de 1540, lo dejó como gobernador interino.

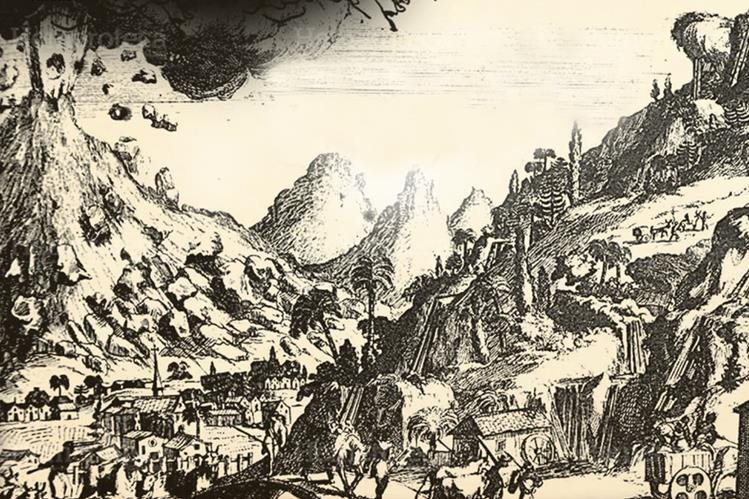
Boceto del alud que sepultó a la ciudad de Santiago de los Caballeros de Guatemala (en la presente Ciudad Vieja)

### Viuda de Alvarado y nombramiento como gobernadora de Guatemala
Al enviudar de su esposo el 4 de julio de 1541 —quien muriera en la Guerra del Mixtón de Nueva Galicia—, el Cabildo guatemalteco la eligió como gobernadora interina el 9 de septiembre del citado año e hizo el juramento de ley, siendo la primera mujer de la historia colonial de América y que en el nuevo continente ocupara un puesto gubernamental.
La primera medida que tomó la nueva mandataria fue volver a nombrar al licenciado Francisco de la Cueva como su teniente de gobernador, reservándose para sí el proveimiento de aborígenes, y firmó el acta con el epíteto «la Sin Ventura».
A los dos días de asumir y todavía con un profundo dolor por la pérdida de su marido, aconteció una tormenta en la noche del 10 de septiembre y un terremoto en la zona al día siguiente que hizo que el volcán de Agua provocara un alud y una consecuente inundación que destruyó y tapó todo a su alrededor.

### Fallecimiento por catástrofe natural y sucesores en el mando
Por la mencionada catástrofe, la gobernadora Beatriz de la Cueva que estaba residiendo en el palacio de gobierno de la ciudad de Santiago de los Caballeros de Guatemala, que estaba en la actual Ciudad Vieja, fallecería, al ir a rezar con sus damas de compañía a una capilla contigua que sería arrasada, al igual que unos seiscientos vecinos de la urbe y alrededores, el 11 de septiembre de 1541.
El lugarteniente Francisco de la Cueva volvería a ser designado en el gobierno interino de Guatemala desde la parcial destrucción de la capital que arrasó con la vida de la gobernadora, ocupándolo brevemente hasta el 17 de septiembre del citado año, para pasárselo al licenciado Francisco Marroquín Hurtado, I obispo de Guatemala desde 1537 hasta 1563.
Ambos, como gobernador interino y teniente de gobernador, administrarían el territorio guatemalteco hasta que fuera subordinado al Virreinato de Nueva España, el 17 de mayo de 1542.